# Resolució 2422 del Consell de Seguretat de les Nacions Unides
La Resolució 2422 del Consell de Seguretat de les Nacions Unides fou adoptada el 27 de juny de 2018. El Consell torna a nomenar el jurista belga Serge Brammertz com a fiscal del Mecanisme Residual per als Tribunals Penals Internacionals establert a la Resolució 1966 (2010) per un període que començaria l'1 de juliol de 2018 i finalitzaria el 30 de juny de 2020, instant a tots els estats que cooperin completament amb el mecanisme pel que fa a l'entrega de sospitosos.
La resolució fou aprovada per 14 vots a favor, cap en contra i l'abstenció de Rússia.